# 派生楽器
派生楽器（はせいがっき）とは、西洋音楽の楽器で標準型の楽器でない楽器のことである。主として管楽器に用いられる用語である。標準型の楽器と派生楽器とで同族楽器を構成する。
金管楽器の派生楽器は
- トランペットに対してピッコロトランペット、アルトトランペット、バストランペット
- トロンボーンに対してソプラノトロンボーン、アルトトロンボーン、バストロンボーン、コントラバストロンボーン

などであり、
木管楽器の派生楽器は
- フルートに対してピッコロ、アルトフルート、バスフルート
- オーボエに対してコーラングレ、オーボエダモーレ、バリトンオーボエ、ヘッケルフォーン
- クラリネットに対して小クラリネット、アルトクラリネット、バスクラリネット、バセットホルン
- ファゴットに対してコントラファゴット

などである。
木管楽器の派生楽器は全般的に次の特徴を持つ。
- 標準型の楽器よりも短く高い音の出る楽器では高音域を、長く低い音の出る楽器では低音域を得意とする。
- 標準型の楽器の奏者が多少の練習をすれば演奏することができる。ただし、演奏は標準型の楽器よりも多少なりとも困難であり、運動性に劣り、音域も狭い。
- 標準型の楽器と楽譜上の運指が共通となるように記譜される（移調楽器）。

オーケストラの中では、木管楽器の派生楽器は定席を占めることはない。同族楽器ごとのセクションの中で首席以外の奏者によって演奏されるが、楽団によっては派生楽器の専門奏者に対して首席と同等ないしそれに準じる地位を与える場合もある。持ち替えで演奏されることも多い（この場合は、重要なソロがあるときには特に、首席奏者が演奏することもある）。
金管楽器の派生楽器も
- バストロンボーンは第3奏者が常用する。
- アルトトロンボーンは首席奏者によって演奏される。
- バストランペットはトロンボーン奏者によって演奏される。

といった点を除けば、木管の派生楽器とほぼ同様の扱いである。